# На пустынных островах

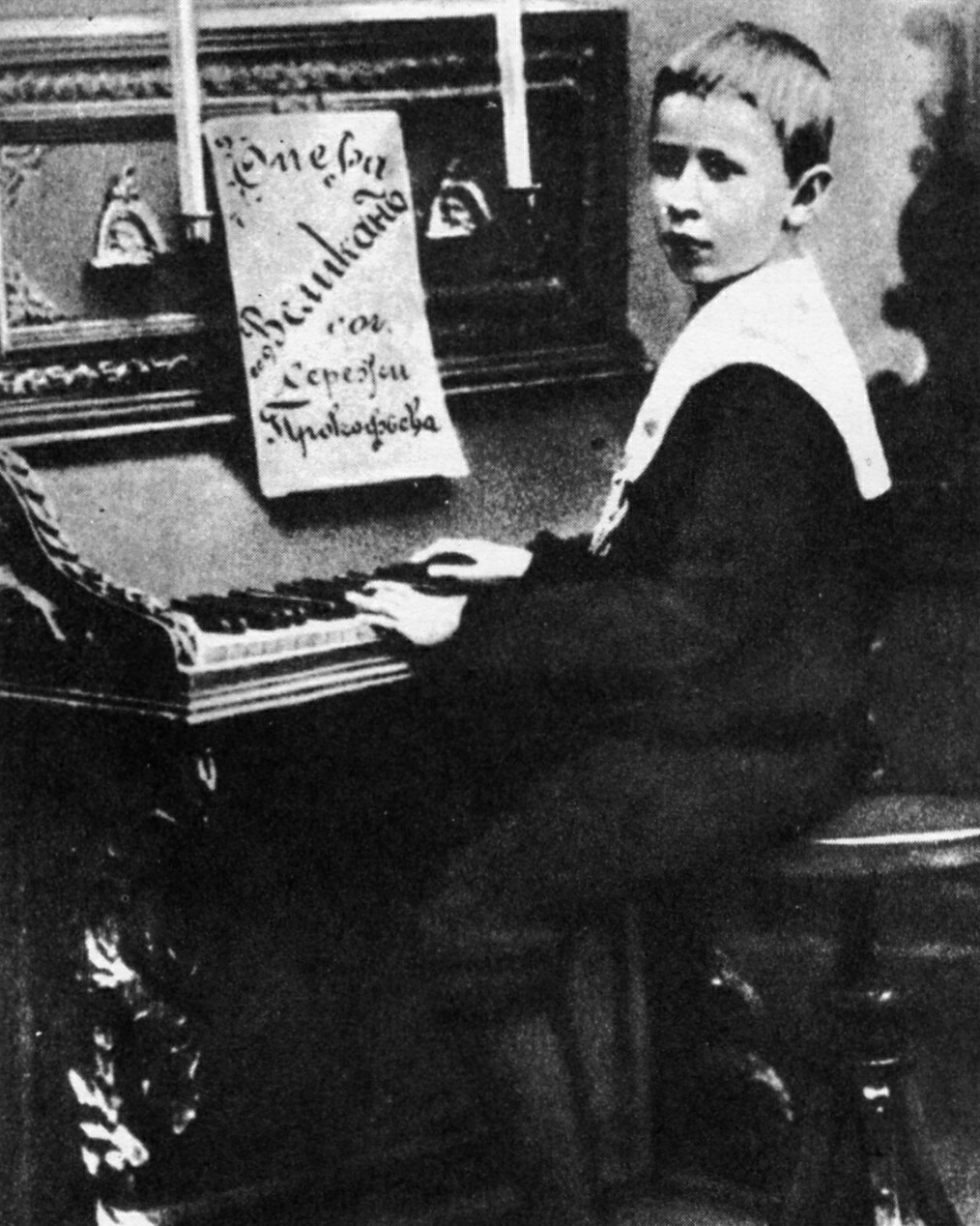
Сергей Прокофьев в 1900 году

«На пустынных островах» — вторая опера Сергея Прокофьева (так и не завершённая композитором) по собственному либретто, сочинялась им в 1901—1903 годах.

## История создания оперы
Работу над оперой юный композитор начал в возрасте девяти с половиной лет. Она включила в себя многие мелкие сочинения, созданные им после завершения оперы «Великан». Прокофьев так и не сумел завершить свой замысел, создав только увертюру и первый акт в трёх картинах, при этом продолжительность каждой картины была соизмерима с продолжительностью всей первой оперы автора. Сам он признавался, что многие эпизоды оперы создавались под сильным впечатлением от произведений Фредерика Шопена и Людвига ван Бетховена. Серёжа Прокофьев работал над оперой с перерывами до одиннадцатилетнего возраста. Он собирался довести работу до конца. На нескольких фотографиях Прокофьева у пианино рядом с белым листом, стоявшим на пюпитре, сослуживец его матери по её просьбе вписал два разные названия в этот лист: на большинстве фотографиях — «Опера „Великан“», но на двух или трёх — надпись «Опера „На пустынных островах“».
Фрагменты оперы «На пустынных островах» Прокофьев исполнил Юрию Померанцеву (сам композитор потом вспоминал, что оперу «На пустынных островах» он тогда ставил значительно выше «Великана», поэтому сыграл фрагменты именно из неё, несмотря на уговоры матери), а затем увертюру из этой оперы Сергею Танееву (наряду с фрагментами «Великана») в январе 1902 года. Танеев с живым интересом отнёсся к юному композитору, посоветовал начать систематические занятия музыкой, но отметил однотипность гармоний, использованных в произведении. Дал ли он рекомендации по завершению незаконченной оперы — неизвестно. Прокофьев продолжил сочинять оперу и после начала систематических занятий музыкой под руководством Юрия Померанцева и Рейнгольда Глиэра.
Последний раз Прокофьев попытался возобновить работу над «... островами» в 1903 году, начав сочинять стихотворный текст к уже существующим музыкальным фрагментам. От неё композитора отвлекла работа над новой оперой, начатой в июне 1903 года, — «Пир во время чумы» по А. С. Пушкину.
Первой оркестровкой Прокофьева стала «Буря» из оперы «На пустынных островах», переложенная автором для струнного квинтета. Оперу композитор включил в первый каталог своих сочинений, созданный в 1902 году и сохранившийся до нашего времени.

## Сюжет оперы
Героями стали почти те же персонажи, что и в опере «Великан», хотя с несколько изменёнными именами. Среди них были Стенина (Стеня — лучшая подруга детства Прокофьева, в «Великане» она была Устиньей) и Серёжин (так в этой опере именовались Сергеев, главный герой «Великана», — сам композитор), но уехавшего Егорку (Егоров в первой опере композитора) заменил Васин (соседский мальчик Вася). Сюжет начинался драматически. В бурю разбивается корабль, три героя (Серёжин, Васин и Стенина), плывшие на нём, оказываются на необитаемом острове. В «Автобиографии» Прокофьев так реконструирует сюжет оперы:
- Увертюра
- Акт I.
  - Картина 1. Набережная. Отъезд героев на корабле. Прокофьев в своей «Автобиографии» признавался, что этот эпизод был вдохновлён «Князем Игорем» А. П. Бородина[4].
  - Картина 2. Буря на море.
  - Картина 3. Композитор в своих воспоминаниях признавался, что не может вспомнить её содержания[4].

## Художественные особенности оперы
Сам композитор считал, что эта опера являлась для него значительным шагом вперёд в сравнении с «Великаном»: не было больше метрических ошибок, появились уменьшенные септаккорды, си-бекар на си-бемоль. Были и забавные с его точки зрения фрагменты: не зная цели применения дубль-диезов, Прокофьев вставлял их везде, где только было можно (до мажорные трезвучия, например, были написаны через фа-дубль-диез).
Композитор отмечал, что пытался быть абсолютно свободен в своих музыкальных поисках и сознательно отказывался следовать советам своих наставников:

«При случае подходил к роялю и сочинял "На пустынных островах". Но то, чему учил Померанцев, не применял. Наоборот, приятно было не обращать внимания на параллельные квинты и октавы, не думать о каденциях и ведении голосов!»— С. С. Прокофьев. Автобиография
Опера была неровной по своим художественным достоинствам, наряду с эффектными эпизодами (Прокофьев с удовлетворением, например, вспоминал тему дождика из оперы, написанную в тональности си минор) многие были написанные второпях и небрежно.

## Сохранившиеся эпизоды из оперы
- В «Автобиографии» Прокофьева опубликованы: фрагмент Увертюры (начальные 4 такта), фрагмент сцены «Отъезд на корабле» (9 тактов), 2 фрагмента из Картины 2 (сцена бури, 10 тактов)[14].
- В каталоге сочинений композитора сохранились: 5 тактов Увертюры, 13 тактов Картины 1, 4 такта Картины 2, 5 тактов картины 3[15].